# Natalja Běljajevová
Natalja Běljajevová (rusky Наталья Беляева) je ruská horolezkyně a reprezentantka v ledolezení. Stříbrnou medaili získala v celkovém hodnocení světového poháru a bronzovou na mistrovství Evropy v ledolezení na rychlost.

## Závodní výsledky
| Mistrovství světa v ledolezení | Mistrovství světa v ledolezení | Mistrovství světa v ledolezení |
| Rok                            | 2015                           | 2017                           |
| ------------------------------ | ------------------------------ | ------------------------------ |
| Rychlost                       | 5                              | —                              |

| Světový pohár v ledolezení | Světový pohár v ledolezení | Světový pohár v ledolezení | Světový pohár v ledolezení | Světový pohár v ledolezení | Světový pohár v ledolezení | Světový pohár v ledolezení |
| Rok                        | 2014                       | 2015                       | 2016                       | 2017                       | 2018                       | 2019                       |
| -------------------------- | -------------------------- | -------------------------- | -------------------------- | -------------------------- | -------------------------- | -------------------------- |
| Rychlost                   | 18                         | 18-19                      | —                          | 10                         | 2                          | probíhá                    |
| jednotlivě*                | -,-,-, -,7                 | -,-,-, -,-,5               | —                          | -,, · -,-                  | ,4, · ,                    | -,-,-, x,x,x               |

* poznámka: napravo jsou poslední závody v roce
| Mistrovství Evropy v ledolezení | Mistrovství Evropy v ledolezení | Mistrovství Evropy v ledolezení | Mistrovství Evropy v ledolezení |
| Rok                             | 2014                            | 2016                            | 2018                            |
| ------------------------------- | ------------------------------- | ------------------------------- | ------------------------------- |
| Rychlost                        | 7                               | —                               | 3                               |